# Организационна култура
Организационната или корпоративна култура е част от теория на организациите, организационния мениджмънт, държавно управление и мениджмънт в областта на културата, което описва поведенията, опитностите, вярванията и ценностите, и психологията (личните, работните и социокултурни ценности) на дадена организация. Тя бива дефинирана като "термин, използван в организационната теория и описващ появата и развитието на културни ценностни модели в организациите."  или в други изследвания като „специфичен сбор от ценности и норми, които са споделяни от хората и групите вътре в една организация, който определя и начинът, по който те взаимодействат един с друг и с всички кореспондиращи към и включени в работата на организацията хора, институции или други организации“ 
В областта има два основни подхода, на научни изследвания в организационната теория (мениджмънт) или също на изследване на културата в дадена организация, както и на изследване на споделените характеристики на организационната култура на повечето организации, а другият подход е по-скоро в областта на обучението, организационен мениджмънт в областта на организационното обучение и той е задаващ препоръчителни подходи или такъв, който задава и предлага необходимите за дадена организация правилни практики. Възниква в края на 70-те на 20 век като специфична област на изследване в организационния мениджмънт, при която е засилено „говоренето за култура“ или „културологичния дискурс“. (В действителност някои споменавания на културата и „символното“ започва още през средата на 70-те.)
Том Питърс  дава следното определение за организационна култура:

Както и при племенните и родовите култури има тотеми и табута, които диктуват как всеки член трябва да се държи към своите събратя от племето и външните за него, по същия начин и корпоративната култура повлиява действията на работещите по отношение на клиентите, конкурентите, доставчиците и един към друг в организацията.
—Tom Peters, „Corporate culture – the hard to change values that spell success or failure“, Business Week, октомври 1980, стр. 148-154

## Специфики на националната култура, парадигма и култура
Полагането на корпоративната културата на парадигмално равнище във социология на организациите описва връзката между организационната култура и социокултурната парадигма от гледна точка на културната мрежа, като това определя малко по-различно организационната култура, като традиционните и установени вярвания, от антропологична гледна точка, за мястото на организациите в развитието на националната култура, и допълнително за това как компанията се представя като компетитивност и как се конкурира, като тези Organisationskultur подходи се появили и развили с течение на времето, и са подсилени от управленската дейност . Същото важи и за организациите по отношение на стратегическо планиране, формулиране и изпълнение. В този смисъл парадигмата е емпирична, оформена от опита, а не само на базата на даден проектиран модел, макар че на базата на емпиричния модел могат да се проектират от своя страна други работещи организационни проекти за Organisationskultur мрежата.

## Характеристики на добрата организационна култура
- Приемане и одобрение на разнообразието и различието (по отношение на индивидуалната култура, произход и т.н. на работещите)
- Отношение на приемане и правилно третиране на приноса на всеки работещ за компанията
- Гордост и ентусиазъм на работещия от организацията и работата, която е извършвана
- Равни възможности за всеки работещ да реализира своя пълен потенциал в рамките на компанията
- Перфектна комуникация на ниво между всички работещи по отношение на политиките и въпросите и проблемите в компанията
- Силно лидерство със силно чувство за добро управление, даване на необходими интрукции и указания, както и за целите и търсените резултати
- Способност за съревнователност в областта на индустриалните иновации и обслужването на клиентите
- По-ниски от обичайните нива на текучество (но когато това е постигнато чрез една здравословна организацинна култура)
- Инвестиции в учене, обучения и знания за работещите